# 농작물재해보험
농작물재해보험은 농가의 경영불안요소를 해소하고 소득안정을 기하기 위한 제도로, 대한민국 정부는 2001년에 도입하였다.

## 근거 법령
- 농작물재해보험법

## 도입 배경
북반구 중위도(33°～43°N)에 위치하고 있는 대한민국의 기후는 산이 많은 지형적 특성으로 인하여 기상 변화가 크고, 연차간 변화도 심한 편이며, 특히 강수량도 연도별 차이가 커 가뭄과 홍수가 번갈아 발생하고 있다. 최근에는 자연재해가 자주 발생하고 피해규모도 커져 농가 경영에 큰 피해를 주고 있다.
대한민국 정부는 자연재해 예방과 그 사후 대책을 강구하여 농업 및 어업의 생산력을 증진시키고 경영 안정을 도모하기 위해 「농어업재해대책법」을 제정하고 다양한 대책을 실시하고 있으나, 동 법에 근거한 지원은 최소한의 시설복구와 생계비 위주로 지원되고 있어 규모화·전업화 된 농업경영체가 피해를 극복하고, 다음해 농업재생산 능력을 확보하기에는 미흡한 실정이었다.

## 도입 경과
농림수산식품부는 2000년 3월 학계, 생산자단체, 농업인단체 등의 16인으로 농작물재해보험 도입준비위원회를 발족시켜 4차례 회의를 개최하여 시행방안에 대한 기본 틀을 마련하고, 사과·배 농가에 대한 설문조사(2000.3), 지방공청회(2000.5.18～19)를 실시하였다. 그리고 2000년 9월 「농작물재해보험법(안)」을 입법예고 하였고, 2001년 1월 26일 「농작물재해보험법」이 제정되자 2001년 3월부터 농작물재해보험을 실시하였다.

## 제도 내용

### 대상 작물
농림수산식품부는 농가의 소득의존도가 높으며 전업화가 되어있고, 지역적으로 분산되어 있는 사과, 배에 대해 2001년에 우선 주산지를 대상으로 시범실시하고, 2002년에는 복숭아, 포도, 단감, 감귤을 시범사업에 추가하였으며, 2003년에는 사과와 배, 2004년에는 복숭아, 포도, 단감, 감귤 모두 전국 대상사업으로 확대하였다. 그리고 2006년 5월부터 떫은 감, 2007년 9월부터 밤, 참다래, 자두에 대해 주산지 대상으로 시범사업을 실시하였다.

### 국고 지원 비율
정부는 농작물재해보험 가입을 지원하기 위해 2001년 순보험료의 30%, 운영비의 50%를 지원하였는데, 그 후 계속 상향조정하여 2005년에는 순보험료의 61.2%, 운영비의 100%를 지원하였다. 지원율의 향상과 보험 가입의 증가로 2001년 21억8,300만원이었던 국고지원액이 2005년에는 493억7,100만원으로 늘어났다.

### 대상 재해
태풍, 우박을 주계약으로 하고, 봄동상해, 가을동상해, 집중호우는 특약으로 보험가입신청을 받고 있다. 특약은 주계약에 가입한 농가만 선택적으로 가입할 수 있다. 단 밤, 참다래, 자두에 대해서는 기존의 태풍, 우박 등 특정재해로 한정되어 있던 보상재해를 강풍피해, 한해, 냉해, 조해, 설해 등 보상 가능한 대다수 자연재해로 확대하였다.

### 가입자격
사업실시 지역에서 보험대상 농작물의 재배면적이 1,500m2(약 450평) 이상이고, 또한 보험가입금액 300만원 이상인 과수원을 경작하는 자가 가입 대상이다.

### 보상수준
농작물재해보험은 보험보험가입금액의 70%, 80%까지를 보상하는 2가지 유형의 보험상품이 있으며 이 두가지 상품 가운데 선택하여 가입한다.

### 국가 재보험 도입
사업 시행 초기 제도가 안정되지 않은 상태에서 2002년 태풍 루사, 2003년 태풍 매미가 연속 발생하여 농업보험에서 큰 손실을 입은 민간보험사가 이탈하면서 농협 단독 운영으로 되어 사후에 정부가 손실 일부를 보전해 주는 불안정한 형태로 운영되었다.
이런 문제를 해결하기 위해 정부는 재보험기금 신설의 필요성을 2004년 7월 부처간 합의하고 2004년 12월 「농작물재해보험법」을 개정하여 국가재보험제도를 도입하였다. 국가재보험 도입을 계기로 다시 민간보험사가 참여함으로써 손해율 180% 이하인 통상적 재해는 농협이 25%, 민간보험사가 75%로 책임지고, 손해율이 180%를 초과하는 거대재해의 피해는 새로 설치된 재보험기금에서 전액 부담하는 체계로 개편되었다.

## 같이 보기
- 보험

## 참고자료
- 농업정책국,《농작물재배보험 시행방안》, 2000.8
- 농림수산식품부,《농정에 관한 연차보고서》, 2001, 2006
- 농림수산식품부,《농업재해대책 업무편람》, 2004
- 기획예산처 보도자료, <농작물 재해보험제도의 안정적 운영을 위해 농작물재해 재보험기금 설치>, 2005.5.31
- 농림수산식품부 보도자료, <농작물재해보험> 3월 2일부터 판매시작, 2006.2.17
- 농림수산식품부,《농림사업시행지침서》, 2006
- 농림수산식품부 보도자료, <농작물재해보험 가입농가 크게 늘어나>, 2007.4.10
- 농림수산식품부 보도자료, 농작물재해보험, <대상품목 및 보상재해 대폭 확대>, 2007.7.25